# Ceracea vernicosa
Ceracea vernicosa är en svampart som beskrevs av Cragin 1885. Ceracea vernicosa ingår i släktet Ceracea, divisionen sporsäcksvampar och riket svampar.   Inga underarter finns listade i Catalogue of Life.